# Zbudź się, śpiąca królewno
Zbudź się, śpiąca królewno (jap. おはよう、いばら姫 Ohayō, ibara hime) – manga autorstwa Megumi Morino, publikowana na łamach magazynu „Dessert” wydawnictwa Kōdansha od listopada 2014 do maja 2017. W Polsce ukazała się ona nakładem wydawnictwa Waneko.

## Fabuła
Licealista Tetsu Misato pracuje na pół etatu w rezydencji na wzgórzu. Pewnego dnia, gdy porządkuje ogród na tyłach posesji, dowiaduje się, że w oddzielnym budynku na terenie posiadłości mieszka tajemnicza dziewczyna imieniem Shizu Karasawa. Tetsu zostaje oczarowany jej melancholijnym uśmiechem, jednak podczas drugiego spotkania Shizu okazuje się zachowywać zupełnie inaczej.

## Publikacja serii
Manga ukazywała się w magazynie „Dessert” od 22 listopada 2014 do 24 maja 2017. Wydawnictwo Kōdansha zebrało jej rozdziały w 6 tankōbonach, wydawanych od 13 kwietnia 2015 do 13 lipca 2017.
W Polsce seria została wydana przez Waneko.
| Nr | Język japoński   | Język japoński         | Język polski     | Język polski           |
| Nr | Data wydania     | ISBN                   | Data wydania     | ISBN                   |
| -- | ---------------- | ---------------------- | ---------------- | ---------------------- |
| 1  | 13 kwietnia 2015 | ISBN 978-4-06-365813-2 | 4 września 2020  | ISBN 978-83-8096-905-6 |
| 2  | 11 września 2015 | ISBN 978-4-06-365832-3 | 6 listopada 2020 | ISBN 978-83-8096-906-3 |
| 3  | 12 lutego 2016   | ISBN 978-4-06-365855-2 | 7 stycznia 2021  | ISBN 978-83-8096-907-0 |
| 4  | 13 lipca 2016    | ISBN 978-4-06-365871-2 | 5 marca 2021     | ISBN 978-83-8096-908-7 |
| 5  | 13 stycznia 2016 | ISBN 978-4-06-365892-7 | 6 maja 2021      | ISBN 978-83-8096-909-4 |
| 6  | 13 lipca 2017    | ISBN 978-4-06-365914-6 | 6 lipca 2021     | ISBN 978-83-8096-910-0 |

## Odbiór
W poradniku Kono manga ga sugoi! (edycja 2016 roku), seria zajęła 20. miejsce na liście dla dziewcząt.